# Beloglottis subpandurata
Beloglottis subpandurata är en orkidéart som först beskrevs av Oakes Ames och Charles Schweinfurth, och fick sitt nu gällande namn av Leslie Andrew Garay. Beloglottis subpandurata ingår i släktet Beloglottis och familjen orkidéer. Inga underarter finns listade i Catalogue of Life.